# Carney (Oklahoma)
Carney – miasto w Stanach Zjednoczonych, w stanie Oklahoma, w hrabstwie Lincoln.